# Édouard-Léon Scott de Martinville

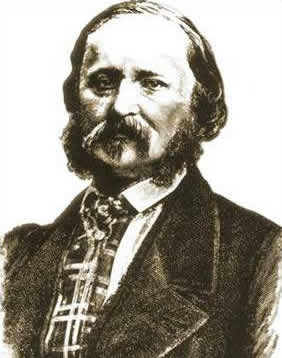
Édouard-Léon Scott de Martinville.

Édouard-Léon Scott de Martinville, född 25 april 1817, död 26 april 1879, var en fransk uppfinnare, tryckare och bokförsäljare. Han är känd för att den 25 mars 1857 uppfunnit den första anordningen för att registrera ljud, som han kallade "phonautograph", eller på svenska "fonoautograf". Denna anordning bestod av en stor tratt som med hjälp av ett stift registrerade ljudvågorna på en sotad cylinder. Till skillnad från Thomas Edisons fonograf kunde den inte användas för att spela upp ljudet, utan var endast avsedd för vetenskapligt bruk.
Idag kan fonogrammen avkodas och spelas upp. Världens äldsta ljudinspelning är ett tio sekunder långt fonautogram från den 9 april 1860 där en röst hörs sjunga Au Clair de la Lune. Ett av de första experimentella fonautogrammen, från 1853, finns också bevarat, men har inte kunnat avkodas till ljud som kan tolkas.
Edisons fonograf patenterades 1877 och den äldsta spelbara vaxcylindern är från 1888.